# 1993 XQ2
1993 XQ2 är en asteroid i huvudbältet som upptäcktes den 14 december 1993 av Palomar Planet-Crossing Asteroid Survey (PCAS) vid Palomar-observatoriet.
Asteroiden har en diameter på ungefär 7 kilometer och den tillhör asteroidgruppen Eunomia.